# لیگ قهرمانان اقیانوسیه ۲۰۲۴
لیگ قهرمانان اقیانوسیه ۲۰۲۴ بیست و سومین دوره مسابقات قهرمانی باشگاه‌های اقیانوسیه، مسابقات فوتبال باشگاهی برتر در اقیانوسیه بود که توسط کنفدراسیون فوتبال اقیانوسیه (اواف‌سی) سازماندهی شد و هجدهمین فصل با نام فعلی لیگ قهرمانان اقیانوسیه بود.
اوکلند سیتی قهرمان مسابقات شد و  جواز حضور در جام بین قاره‌ای فیفا ۲۰۲۴ را کسب کرد. با قهرمانی در لیگ قهرمانان اقیانوسیه ۲۰۲۲ و ۲۰۲۳، این تیم حق بازی در جام جهانی باشگاه‌ها ۲۰۲۵ در ایالات متحده آمریکا را حتی قبل از بازی در لیگ قهرمانان اقیانوسیه ۲۰۲۴ به دست آورد.

## تیم‌ها
در مجموع ۱۸ تیم از ۱۱ انجمن اواف‌سی در مسابقات حضور یافتند.
- به هفت انجمن (فیجی، کالدونیای جدید، نیوزیلند، پاپوآ گینه نو، جزایر سلیمان، تاهیتی، وانواتو) پس از انجام یک بازی پلی آف ملی بین ۲ باشگاه برتر لیگ، به هر یک در مرحله گروهی یک جایگاه اعطا می‌شود.
- چهار انجمن (ساموآی آمریکا، جزایر کوک، ساموآ، تونگا) هر کدام یک سهمیه در مرحله مقدماتی دریافت می‌کنند و برنده به مرحله گروهی صعود می‌کند.

| انجمن                 | تیم                | نحوه صعود                                         |
| ورود از پلی آف ملی    | ورود از پلی آف ملی | ورود از پلی آف ملی                                |
| --------------------- | ------------------ | ------------------------------------------------- |
| فیجی                  | لائوتوکا           | قهرمان لیگ برتر فیجی ۲۰۲۳                         |
| فیجی                  | روا                | نایب قهرمان لیگ برتر فیجی ۲۰۲۳                    |
| کالدونیای جدید        | مجنتا              | قهرمان سوپر لیگ کالدونیای جدید ۲۰۲۳               |
| کالدونیای جدید        | گایکا              | نایب قهرمان سوپر لیگ کالدونیای جدید ۲۰۲۳          |
| نیوزیلند              | ولینگتون المپیک    | قهرمان مرحله نهایی لیگ ملی نیوزیلند ۲۰۲۳          |
| نیوزیلند              | اوکلند سیتی        | نایب قهرمان مرحله نهایی لیگ ملی نیوزیلند ۲۰۲۳     |
| پاپوآ گینه نو         | هیکاری یونایتد     | قهرمان لیگ فوتبال ملی پاپوآ گینه نو ۲۰۲۳          |
| پاپوآ گینه نو         | ساوترن استرایکرز   | نایب قهرمان لیگ فوتبال ملی پاپوآ گینه نو ۲۰۲۳     |
| جزایر سلیمان          | سلیمان واریورز     | قهرمان اس-لیگ جزایر سلیمان ۲۰۲۳                   |
| جزایر سلیمان          | سنترال کوست        | نایب قهرمان اس-لیگ جزایر سلیمان ۲۰۲۳              |
| تاهیتی                | تیفانا             | قهرمان لیگ ۱ تاهیتی ۲۳–۲۰۲۲                       |
| تاهیتی                | پیرائه             | نایب قهرمان لیگ ۱ تاهیتی ۲۳–۲۰۲۲                  |
| وانواتو               | ایفیرا بلک برد     | قهرمان فصل عادی سوپر لیگ ملی وانواتو ۲۳–۲۰۲۲      |
| وانواتو               | کلاسیک             | نایب قهرمان فصل عادی سوپر لیگ ملی وانواتو ۲۳–۲۰۲۲ |
| ورود از مرحله مقدماتی |                    |                                                   |
| ساموآی آمریکا         | وایالا تونگان      | مقام هفتم لیگ بزرگسالان ساموآی آمریکا ۲۰۲۳        |
| جزایر کوک             | توپاپا مارائرنگا   | قهرمان جام جزایر کوک ۲۰۲۳                         |
| ساموآ                 | وایواسه تای        | رتبه سوم لیگ ملی ساموآ ۲۰۲۳                       |
| تونگا                 | ویتونگو            | قهرمان لیگ برتر تونگا ۲۰۲۳                        |

## برنامه مسابقات
| مرحله         | مرحله      | تاریخ قرعه کشی | بازی رفت             | بازی برگشت           |
| ------------- | ---------- | -------------- | -------------------- | -------------------- |
| مرحله مقدماتی | مقدماتی    | نامشخص         | ۱۷–۲۳ فوریه ( تونگا) | ۱۷–۲۳ فوریه ( تونگا) |
| مرحله مقدماتی | پلی آف ملی | نامشخص         | ۸ فوریه – ۱۶ مارس    | ۸ فوریه – ۱۶ مارس    |
| مرحله گروهی   | هفته ۱     | نامشخص         | ۱۱–۲۴ مه ( تاهیتی)   | ۱۱–۲۴ مه ( تاهیتی)   |
| مرحله گروهی   | هفته ۲     | نامشخص         | ۱۱–۲۴ مه ( تاهیتی)   | ۱۱–۲۴ مه ( تاهیتی)   |
| مرحله گروهی   | هفته ۳     | نامشخص         | ۱۱–۲۴ مه ( تاهیتی)   | ۱۱–۲۴ مه ( تاهیتی)   |
| مرحله حذفی    | نیمه نهایی | نامشخص         | ۱۱–۲۴ مه ( تاهیتی)   | ۱۱–۲۴ مه ( تاهیتی)   |
| مرحله حذفی    | فینال      | نامشخص         | ۱۱–۲۴ مه ( تاهیتی)   | ۱۱–۲۴ مه ( تاهیتی)   |

## مرحله مقدماتی

### پلی آف ملی
| تیم ۱            | نتیجه نهایی | تیم ۲           | بازی رفت | بازی برگشت |
| ---------------- | ----------- | --------------- | -------- | ---------- |
| روا              | ۳–۲         | لائوتوکا        | ۰–۰      | ۳–۲        |
| گایکا            | ۱–۲         | مجنتا           | ۱–۲      | ۰–۰        |
| اوکلند سیتی      | ۴–۳         | ولینگتون المپیک | ۱–۰      | ۳–۳        |
| ساوترن استرایکرز | ۰–۵         | هیکاری یونایتد  | ۰–۲      | ۰–۳        |
| سنترال کوست      | ۱–۲         | سلیمان واریورز  | ۰–۱      | ۱–۱        |
| پیرائه           | ۲–۲ (۶–۵ پ) | تیفانا          | ۱–۱      | ۱–۱        |
| کلاسیک           | ۳−۲         | ایفیرا بلک برد  | ۱–۲      | ۱–۱        |

### گروه مقدماتی
قرعه کشی مرحله مقدماتی در ۱۷ ژانویه ۲۰۲۴ در مقر اواف‌سی در اوکلند، نیوزیلند برگزار شد. چهار تیم حاضر در مرحله مقدماتی به صورت نوبت‌گردشی در یک مکان متمرکز با یکدیگر بازی کردند. تیم برنده برای پیوستن به ۷ شرکت کننده مستقیم به مرحله گروهی راه خواهد یافت. مرحله مقدماتی در نوکوآلوفا، تونگا میزبانی می‌شود.
| تیم              | بازی | برد | تساوی | باخت | گل‌زده | گل‌خورده | تفاضل‌گل | امتیاز | صلاحیت      |
| ---------------- | ---- | --- | ----- | ---- | ----- | ------- | ------- | ------ | ----------- |
| وایواسه تای      | ۳    | ۲   | ۱     | ۰    | ۱۸    | ۰       | ۱۸+     | ۷      | مرحله گروهی |
| توپاپا مارائرنگا | ۳    | ۲   | ۰     | ۱    | ۱۷    | ۶       | ۱۱+     | ۶      |             |
| ویتونگو (م)      | ۳    | ۱   | ۱     | ۱    | ۱۵    | ۳       | ۱۲+     | ۴      |             |
| وایالا تونگان    | ۳    | ۰   | ۰     | ۳    | ۰     | ۴۱      | ۴۱-     | ۰      |             |

## مرحله گروهی
مرحله گروهی در تاهیتی برگزار می‌شود.

### گروه A
| تیم            | بازی | برد | تساوی | باخت | گل‌زده | گل‌خورده | تفاضل‌گل | امتیاز | صلاحیت     |
| -------------- | ---- | --- | ----- | ---- | ----- | ------- | ------- | ------ | ---------- |
| اوکلند سیتی    | ۳    | ۲   | ۱     | ۰    | ۸     | ۲       | ۶+      | ۷      | مرحله حذفی |
| روا            | ۳    | ۲   | ۱     | ۰    | ۸     | ۶       | ۲+      | ۷      | مرحله حذفی |
| هیکاری یونایتد | ۳    | ۱   | ۰     | ۲    | ۴     | ۴       | ۰       | ۳      |            |
| سلیمان واریورز | ۳    | ۰   | ۰     | ۳    | ۲     | ۱۰      | ۸−      | ۰      |            |

### گروه B
| تیم            | بازی | برد | تساوی | باخت | گل‌زده | گل‌خورده | تفاضل‌گل | امتیاز | صلاحیت     |
| -------------- | ---- | --- | ----- | ---- | ----- | ------- | ------- | ------ | ---------- |
| پیرائه (م)     | ۳    | ۲   | ۱     | ۰    | ۱۱    | ۱       | ۱۰+     | ۷      | مرحله حذفی |
| مجنتا          | ۳    | ۲   | ۱     | ۰    | ۱۰    | ۱       | ۹+      | ۷      | مرحله حذفی |
| ایفیرا بلک برد | ۳    | ۱   | ۰     | ۲    | ۷     | ۸       | ۱−      | ۳      |            |
| وایواسه تای    | ۳    | ۰   | ۰     | ۳    | ۱     | ۱۹      | ۱۸−     | ۰      |            |

## مرحله حذفی

### نمودار
|  | نیمه نهایی  | نیمه نهایی |             |   | فینال | فینال |
|  |             |            |             |   |       |       |
|  | ۲۲ مه ۲۰۲۴  |            |             |   |       |       |
|  |             |            |             |   |       |       |
|  | اوکلند سیتی | ۱          |             |   |       |       |
|  | اوکلند سیتی | ۱          | ۲۴ مه ۲۰۲۴  |   |       |       |
|  | مجنتا       | ۰          |             |   |       |       |
|  | مجنتا       | ۰          | اوکلند سیتی | ۴ |       |       |
|  | ۲۲ مه ۲۰۲۴  |            | اوکلند سیتی | ۴ |       |       |
|  |             | پیرائه     | ۰           |   |       |       |
|  | پیرائه      | پیرائه     | ۰           | ۴ |       |       |
|  | پیرائه      |            |             | ۴ |       |       |
|  | روا         | ۲          |             |   |       |       |
|  | روا         | ۲          |             |   |       |       |

### نیمه نهایی
| تیم ۱       | نتیجه | تیم ۲ |
| ----------- | ----- | ----- |
| اوکلند سیتی | ۱–۰   | مجنتا |
| پیرائه      | ۴–۲   | روا   |

### فینال
| تیم ۱       | نتیجه | تیم ۲  |
| ----------- | ----- | ------ |
| اوکلند سیتی | ۴–۰   | پیرائه |